# Herzkatheteruntersuchung

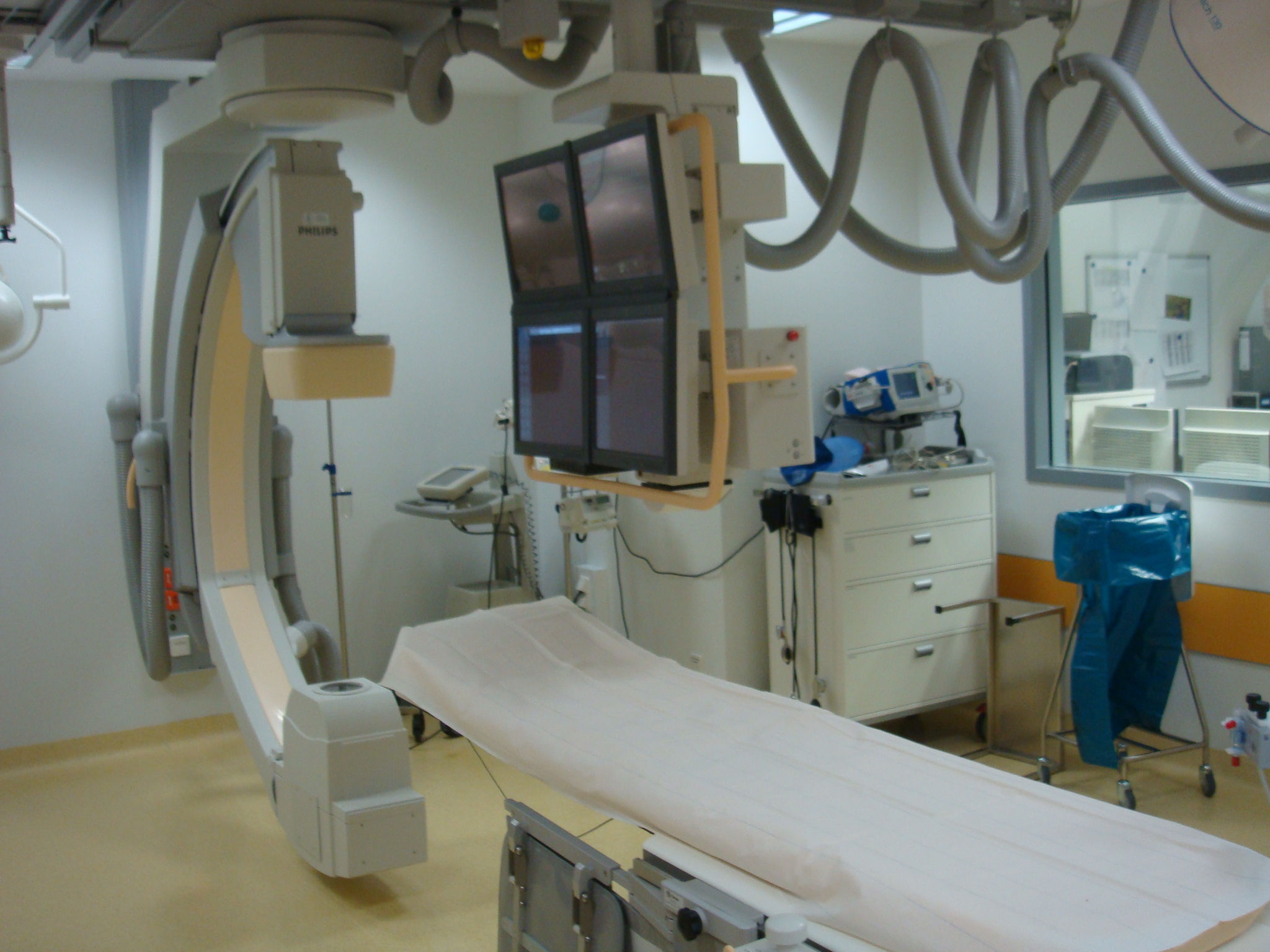
Herzkatheterlabor, 2008

Die Herzkatheteruntersuchung, umgangssprachlich Herzkatheterisierung (veraltet auch Herzkatheterung) und auch „Herzkatheter“ genannt, ist eine minimalinvasive medizinische Untersuchung des Herzens über einen Katheter, der über venöse oder arterielle Adern der Leiste, der Ellenbeuge oder über das Handgelenk

eingeführt wird.
Je nach Untersuchungsziel werden unterschiedliche Stellen im Herzen bzw. in den Herzkranzgefäßen angesteuert. Die Lage des Zieles bestimmt auch die Wahl des Zugangs, man spricht vom Rechtsherzkatheter, wenn der Bereich des rechten Herzanteils untersucht werden soll, entsprechend vom Linksherzkatheter bei der Untersuchung des linken Herzanteils. Die Rechtsherzkatheteruntersuchung wird eher selten, die Linksherzkatheteruntersuchung häufiger durchgeführt, vor allem um bei der Koronarangiographie die Herzkranzgefäße sichtbar zu machen und möglicherweise im Rahmen einer Ballondilatation aufzudehnen.
Die Herzkatheterisierung beim Menschen wurde zuerst 1929 von Werner Forßmann in einem Selbstversuch als Rechtsherzkatheterisierung durchgeführt. Forßmann wurde hierfür einer der drei Nobelpreise für Medizin des Jahres 1956 verliehen. Zur klinischen Routinemaßnahme war diese Methode 1941 von den beiden anderen Preisträgern André Frédéric Cournand und Dickenson Richards ausgebaut worden. Die Linksherzkatheterisierung verbindet sich mit den Namen der Amerikaner Charles Dotter, Mason Sones, Melvin P. Judkins und der Deutschen Andreas Roland Grüntzig und Eberhard Zeitler. Auch die elektrophysiologische Untersuchung (EPU) des Herzens wird ähnlich wie ein Rechtsherzkatheter durchgeführt.

## Untersuchungs- und Behandlungsmöglichkeiten
Folgende Untersuchungsarten sind im Rahmen einer Herzkatheteruntersuchung üblich:
- Allgemein:
  - Darstellung der Hämodynamik (des Blutflusses) durch eingespritzte Kontrastmittel
  - Messung der Drücke, Sauerstoffsättigung und Temperatur im Herz und in den Gefäßen
  - Messung der elektrischen Aktivitäten im Detail bei Erregungsstörungen
- Rechtsherzkatheter: Druck-, Sauerstoff- und Temperaturmessung im rechten Herzen und insbesondere in den Lungenarterien mit und ohne Belastung
- Linksherzkatheter
  - Druck- und Sauerstoffmessung in der Aorta und in der linken Herzkammer
  - Ventrikulografie: Sichtbarmachen der linken Herzkammer durch Kontrastmittel
  - Koronarangiographie: Kontrastdarstellung der Herzkranzgefäße

Es besteht darüber hinaus eine Reihe von Behandlungen, die mit Herzkatheteruntersuchung möglich sind:
- Besteht ein Verschluss oder eine Verengung der Herzkranzgefäße, z. B. angezeigt durch einen Herzinfarkt, kann das betreffende Gefäß durch eine Ballondilatation, auch perkutane transluminale coronare Angioplastie, PTCA genannt, aufgeweitet werden.
- Ist eine Aufweitung nicht ausreichend, kann ein Röhrchen aus Metallgeflecht, ein sogenannter Stent, implantiert werden, das das Blutgefäß stützt. Der Stent wird dabei auf einem Ballonkatheter zusammengefaltet wie ein Herzkatheter an die verengte Stelle vorgeschoben und dann durch den Ballon aufgeweitet.
- Bei angeborenen Herzfehlern wie dem Vorkammerscheidewanddefekt, dem Ventrikelseptumdefekt oder den Klappenstenosen besteht heute die Möglichkeit, die Erkrankung in Abhängigkeit von der Fallgestaltung direkt während der Herzkatheteruntersuchung zu behandeln und somit eine offene Operation zu vermeiden.
- Implantation von Herzklappen (transfemoraler oder -apikaler kathetergestützter Klappenersatz „TAVI“)
- Implantation von Coils (Drahtspiralen) bei störenden zusätzlichen Gefäßverbindungen (MAPCAs).
- Ablation (Verödung von Gewebe) von zusätzlichen Erregerbahnen oder von verdicktem Herzmuskel bei HOCM (TASH).

## Durchführung der Katheterisierung

Rechtsherzkatheter (hier ein Swan-Ganz-Katheter, mit dem sowohl im rechten Vorhof als auch in der rechten Herzkammer und in der Pulmonalarterie Messungen durchgeführt werden können)

Ziel der Untersuchungsmethode ist es, speziell geformte Katheter in bestimmte Bereiche des Herzens vorzubringen. Auch kann das Herzzeitvolumen bestimmt werden. In Abhängigkeit von der Art der Untersuchung wird nun über den Katheter der Druck in bestimmten Bereichen des Herzens gemessen oder es wird ein jodhaltiges Röntgen-Kontrastmittel gegeben, um die Herzaktion (Ventrikulographie) oder die Gefäße am Herzen (Koronarangiographie) darzustellen. Zur Dokumentation und ggf. Nachbeurteilung wird hierbei ein Röntgen-Film über mehrere Sekunden aufgezeichnet.
Zur Einführung des Katheters wird die Einstichstelle lokal betäubt. Eine Narkose wird für gewöhnlich nicht angewendet, bei Bedarf kann ein Beruhigungsmittel verabreicht werden. Da bei der Untersuchung der Katheter bewegt und bei der Linksherzuntersuchung üblicherweise auch gewechselt werden muss, wird zunächst eine Schleuse in das Blutgefäß mit Hilfe der Seldinger-Technik eingeführt. Diese wird erst am Ende der Untersuchung wieder entfernt. Die Schleuse dient als flexible Führungsschiene, durch deren Inneres der Katheter in das Blutgefäß gleiten kann, wobei gleichzeitig die Einstichstelle abgedichtet wird.
Nachfolgend wird ein metallener Führungsdraht eingeführt und bis in das Zielgebiet vorgebracht. Seine Spitze besteht aus weicherem, flexiblerem Material und ist gebogen, so dass die Gefahr der Beschädigung des Inneren der Blutgefäße möglichst gering gehalten wird. Nach Lagekontrolle mit Hilfe einer Durchleuchtung mit Röntgenstrahlen wird der Katheter über den Draht als Schienung vorgebracht. Nachfolgend wird der Draht entfernt. Der Katheter fällt in seine ursprüngliche Form zurück und wird ggf. unter Durchleuchtung und Zuhilfenahme eines Kontrastmittels positioniert. Die eventuelle Gabe des Kontrastmittels wird vom Patienten bisweilen als ein sich mit dem fließenden Blut ausbreitendes Wärmegefühl wahrgenommen.
Der Katheterwechsel für unterschiedliche Teile der Untersuchungen erfolgt mit Hilfe des wieder eingebrachten Führungsdrahtes erneut nach Seldinger-Technik über die liegende Schleuse. Nach der Untersuchung werden Führungsdraht, Katheter und Schleuse entfernt und die Einstichstelle wird durch einen Druckverband oder mit einem Gefäßverschlusssystem verschlossen.

## Risiken und Komplikationen
Eine Herzkatheteruntersuchung ist nicht frei von möglichen Komplikationen. Bei einer Qualitätsuntersuchung über die deutschen Krankenhäuser im Jahre 2012 lag die gesamte (Regel-Untersuchungen ebenso wie auch Notfallinterventionen) In-Hospital-Letalität bei 1,1 % (4.622 Tote von 419.772 Patienten mit Koronarangiographie, ohne percutane Koronarintervention (PCI)). Bei Patienten mit zusätzlicher Intervention (Dilatation oder Stent) lag sie bei 2,7 % (7.666 Tote bei 286.000 Patienten). Die gesamte Komplikationsrate MACCE (Major Adverse Cardiac and Cerebrovascular Events = Große Herz- und Hirngefäßkomplikationen intra- postprozedural: Schlaganfall, Herzinfarkt, Tod) lag in der Gruppe ohne Intervention bei 1,3 %, in der Gruppe mit PCI bei 3,3 %.
Vergleichsweise häufig sind Probleme im Bereich der Gefäß-Punktions-Stelle. Hier kann es zu Nachblutungen oder zur Ausbildung von Gefäßanomalien (AV-Fistel, Aneurysma spurium) kommen. Sehr selten muss hier gefäßchirurgisch behandelt werden.
Die durchschnittliche Strahlenbelastung beträgt für den Patienten ohne Intervention ca. 2.413 cGy*cm², bei Patienten mit Intervention ca. 5.100 cGy*cm² und liegt damit typischerweise deutlich unter dem Dosisreferenzwert (DRW) für Koronarangiographien bei Erwachsenen von 6.000 cGy*cm². Das Personal muss sich wegen der täglichen Belastung unter anderem mit Bleimänteln schützen.

### Kontrastmittel
Allergische Reaktionen auf das Kontrastmittel (Juckreiz der Haut, Schwellungen, Luftnot) kommen selten vor, können durch Gabe von entsprechenden Medikamenten aber sofort behandelt werden. Ist eine solche Kontrastmittelallergie im Vorfeld bekannt, werden die entsprechenden Medikamente prophylaktisch gegeben.
Da das verwendete Röntgenkontrastmittel schädlich für die Nieren ist, sollte bei bestehender Einschränkung der Nierenleistung eine entsprechende Vorbereitung durchgeführt werden. Um die Belastung durch das Kontrastmittel zu minimieren, werden diese Patienten möglichst auf einer biplanen Anlage (zwei Röntgenröhren) mit der Möglichkeit zur Dokumentation von zwei Ansichten pro Kontrastmittelgabe untersucht. Eventuell wird auf ein Laevokardiogramm verzichtet. Die Notwendigkeit einer zeitweiligen oder dauerhaften Dialyse ist extrem selten.
Bei Patienten mit einer Überfunktion der Schilddrüse (Hyperthyreose) kann das im Kontrastmittel enthaltene Jod zu einer Thyreotoxikose führen. Entsprechend wird vor der Untersuchung die Schilddrüse laborchemisch untersucht und es werden gegebenenfalls Medikamente vor und einige Tage nach der Untersuchung gegeben.

## Fallzahlen in Deutschland
Herzkatheteruntersuchungen zählen zu den häufigsten stationären Prozeduren im Gesundheitswesen. Im Jahr 2018 wurden ca. 1,16 Mio. Herzkatheteruntersuchungen in deutschen Krankenhäusern durchgeführt. Seit 2012 ist die Zahl der Herzkatheteruntersuchungen jedes Jahr gestiegen. Während 2012 noch knapp 900.000 Untersuchungen im Herzkatheterlabor stattgefunden haben, hat sich die Zahl bis zum Jahr 2018 um mehr als 30 % gesteigert.
Es werden sehr viele unterschiedliche Untersuchungen im Herzkatheterlabor durchgeführt. Im offiziellen Operationen- und Prozedurenschlüssel werden die Herzkatheteruntersuchungen in folgende Kategorien eingeteilt:
| 1–273 | Rechtsherz-Katheteruntersuchung                                                | Rechtsherz-Katheteruntersuchung                                                |
| 1–274 | Transseptale Linksherz-Katheteruntersuchung                                    | Transseptale Linksherz-Katheteruntersuchung                                    |
| 1–275 | Transarterielle Linksherz-Katheteruntersuchung                                 | Transarterielle Linksherz-Katheteruntersuchung                                 |
| 1–276 | Angiokardiographie als selbständige Maßnahme                                   | Angiokardiographie als selbständige Maßnahme                                   |
| 1–277 | Herzkatheteruntersuchung bei funktionell/morphologisch univentrikulärem Herzen | Herzkatheteruntersuchung bei funktionell/morphologisch univentrikulärem Herzen |
| 1–279 | Andere diagnostische Katheteruntersuchung an Herz und Gefäßen                  | Andere diagnostische Katheteruntersuchung an Herz und Gefäßen                  |

Jeder dieser Prozedurenschlüssel enthält diverse Unterkategorien, welche die spezifische Therapie angibt.

## Historische Forschung
Herzkatheteruntersuchungen bei Pferden wurden zwischen 1861 und 1863 durch Étienne-Jules Marey und Auguste Chauveau entwickelt, die damit den Druckverlauf im schlagenden Herzen messen konnten.